# اوماجوری
اوماجوری (به لاتین: Umajuri) یک روستا در بنگلادش است که در استان باریسال و در ناحیه پیروج‌پور واقع شده است.